# Hendrikus Albertus Lorentz
Pour les articles homonymes, voir Lorentz.
Hendrikus Albertus Lorentz, né le 18 septembre 1871 à Oudewater aux Pays-Bas et mort le 2 septembre 1944 à Klerksdorp en Afrique du Sud, est un explorateur néerlandais de la Nouvelle-Guinée occidentale et un diplomate en Afrique du Sud. 

## Biographie
Hendrikus Albertus Lorentz nait le 18 septembre 1871 à Oudewater aux Pays-Bas est le fils d'un cultivateur de tabac de l'Est de Java qui est retourné dans son pays d'origine. Il étudie le droit et la biologie à l'université d'Utrecht et se fascine pour l'Extrême-Orient encore mal exploré par les Européens à son époque.
En 1903, il participe à l'expédition de la Nouvelle-Guinée du Nord menée par le géologue allemand Arthur Wichmann. Il relatera son aventure dans un livre qui connaitra un certain succès. En 1907, il dirige ensuite deux explorations avec la première expédition de la Nouvelle-Guinée du Sud en 1907 et la seconde expédition de la Nouvelle-Guinée du Sud de 1909 à 1910. Il rédigera le compte-rendu de ses découvertes dans un ouvrage appelé « Les expéditions de Lorentz ». Ces trois explorations de la Nouvelle-Guinée occidentale auxquelles il a participé ont été organisées et financées par la Société pour la promotion de la recherche en physique de la Compagnie hollandaise des Colonies.
Lorentz se lance ensuite dans une carrière de diplomate qu'il commence en 1916 à Copenhague avant d'être appelé au Cap en Afrique du Sud. En 1921, il est promu consul général à Pretoria. Il se lance dans une tâche qui consiste à faciliter le commerce entre les Pays-Bas et l'Afrique du Sud et l'installation des immigrés néerlandais dans ce pays. Il devient ensuite le directeur de l'Institut de la culture et de l'histoire néerlandaise à Pretoria et président du Comité Pays-Bas-Afrique du Sud.
Il passe sa retraite, obtenue en 1937, en compagnie de sa femme et de ses enfants dans sa ferme à Klerksdorp où il meurt le 2 septembre 1944.

## Postérité
Le parc national de Lorentz et le fleuve Lorentz situés en Nouvelle-Guinée sont nommés en son honneur.